# تبرير

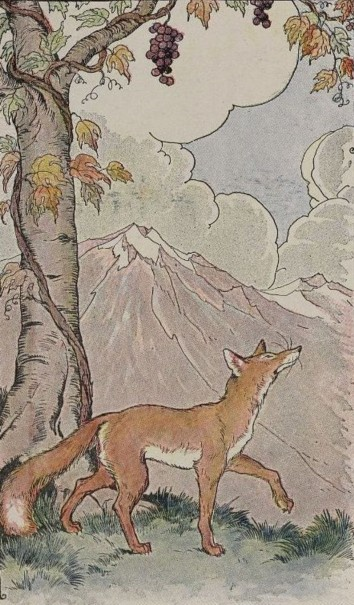

التبرير عبارة عن أعذار وأسباب تبدو للنظرة العابرة مقنعة ومنطقية ولكنها ليست الأسباب الحقيقية والدوافع الفعلية وراء السلوك وهي عبارة عن تبرير لسلوك الفرد ومعتقداته الذي يعتقد هو في قرارة نفسه أنه خاطئ، فظابط الشرطة الذي يقسو على المتهمين يختلق عيوبا تبرر سلوكه نحوهم
و من شأن هذا السلوك أن يحرم صاحبه من التبصر بأفعاله والتحكم فيها ومراجعه أخطائه ومن ثم قد يتورط في الجريمة
ويختلف التبرير عن الكذب، بأن الأول (التبرير) يكذب فيه الإنسان على نفسه، في حين يكون الثاني (الكذب) بأن يكذب الإنسان على الناس. وهذه الآلية الدفاعية تقدم أسباباً مقبولة اجتماعياً لما يصدر عن الإنسان من سلوك وهو يخفي وراءه حقيقة الذات. مثال ذلك: اعتقاد الفقير بأن الفقر نعمة، وأن الثروة والغنى يجلبان له المشاكل والهموم.

## التاريخ
استُخدم الخطاب الحماسي والكلاسيكي مصطلح اللون لتقديم عمل ما في المنظور الممكن الأكثر ملاءمة. تناول لورنس ستيرن في القرن الثامن عشر هذه النقطة، بحجّة أنه كان رجلاً يفكّر في تصرّفاته، «سيجد قريباً أن مثل هؤلاء الأشخاص، يميلون إلى العادات القوية التي اندفعوا لاتباعها، التي يتم الاعتماد عليها بشكل عام وتضمينها لجماليّات خاطئة، والتي تقدمها لهم اليد الناعمة».

## تعريف الدليل التشخيصي والإحصائي للاضطرابات النفسية
وفقاً للدليل التشخيصي والإحصائي للاضطرابات النفسية، يحدث التبرير «عندما يتعامل الفرد مع الصراع العاطفي أو الضغوطات الداخلية أو الخارجية من خلال إخفاء الدوافع الحقيقية لأفكاره أو أفعاله أو مشاعره من خلال الطمأنة أو الخدمة الذاتية، ولكن التبرير سيكون غير حقيقي».

## أمثلة

### مفردة
- يمكن استخدام التبرير لتجنّب الاعتراف بخيبة الأمل: «لم أحصل على الوظيفة التي تقدّمت إليها، لكنني أرغب في ذلك في المقام الأول».

يمكن ان تتخذ أيضاً المبررات الجوهرية التي تهدف إلى تشتيت اللوم على شكل هجمات الشخصنة والإنكار. تأخذ بعض المبررات شكل المقارنة. عادةً ما يتم ذلك لتقليل تصور الآثار السلبية لأحد الإجراءات –لتبرير إجراء ما- أو للتخلّص من الذنب:
- «على الأقل (ما حدث) ليس سيئاً مثل (نتيجة أسوأ)».
- ردّاً على اتّهام: على الأقل، لم أقم (بتصرف أسوأ من التصرف المتهم بارتكابه)".
- كشكل من أشكال الاختيار الخاطئ: «القيام بـ (إجراء غير مرغوب به) أفضل بكثير من القيام بـ (إجراء أسوأ)».
- ردّاً على السلوك غير العادل أو التعسفي: «يجب أن أفعل شيئاً خاطئاً إذا عاملوني هكذا».

استناداً إلى القصص الاستقصائية والأدلة الاستقصائيّة، ينص جون بانيا على أن المجال الطبي يشتمل على قدر غير متناسب من التبرير الذي يتم التذرّع به في «التستّر» على الأخطاء. الأعذار الشائعة المقدّمة هي:
- «لماذا نكشف عن الخطأ؟ المريض سيموت بكل الأحوال».
- «إخبار الأسرة بالخطأ سيجعلهم يشعرون بالسوء».
- «لقد كان خطأ المريض. إذا لم يكن (مريض بـ... إلخ)، فلما تسبب هذا الخطأ بالكثير من الضرر».
- «حسناً، لقد بذلنا قصارى جهدنا. هذه الأشياء تحدث».
- «إذا لم نكن متأكدين تماماً وتكراراً من أن الخطأ تسبب في حدوث الضرر، فلا يتوجّب علينا أن نخبر أحد بذلك».
- لقد ماتوا على أي حال، لا جدوى من إلقاء اللوم",

### مجمّعة
- تمّ بناء التصوّرات الجماعية بانتظام لأعمال العدوان، استناداً إلى تمجيد الجماعة وتضليل الجانب الآخر: كما قال فريتز بيرلس، «جنودنا يرعون العائلات الفقيرة؛ العدو يغتصبهم».[5]
- يمكن رؤية ثقافة المشاهير على أنها تبرير للفجوة بين الأغنياء والفقراء، والأقوياء والضعفاء، من خلال تقديم المشاركة لكل من وجهات النظر السائدة والضعيفة للواقع.[6]

## النقد
ينتقد بعض العلماء مفهوم أن العقول موصولة لتبرير القرارات غير المنطقية، بحجّة أن التطوّر سيختار كل ما هو ضد إنفاق المزيد من العناصر الغذائية في العمليات العقلية التي لا تسهم في تحسين القرارات، مثل تبرير القرارات التي كان من الممكن اتخاذها على أي حال. يجادل هؤلاء العلماء بأن التعلم من الأخطاء سينخفض بدلاً من زيادته عن طريق الترشيد، وينتقد الفرضية القائلة بأن العقلنة تطورت كوسيلة للتلاعب الاجتماعي من خلال الإشارة إلى أنه إذا كانت الحجج المنطقية خادعة فلن تكون هناك فرصة تطورية لتربية الأفراد الذين استجابوا لهذه الحجج وبالتالي جعلها غير فعالة وغير قادرة على أن يتم اختيارها من قبل التطور.

## التحليل النفسي
قدّم إرنست جونز مصطلح «التبرير» للتحليل النفسي في عام 1908، واصفاً إياه بأنه «اختراع سبب للموقف أو الفعل الذي لم يتم التعرف على دافعه». تفسير قد يبدو –وعلى الرغم من عدم صحّته- معقولاً. ثم تم تناول المصطلح بالألمانية على الفور من قبل سيغموند فرويد لتفسير التبريرات التي قدّمها المرضى لأعراض عصبية خاصّة بهم.
بينما استمرّ المحلّلون النفسيون في استكشاف لمعان الدوافع اللاوعية، ميز أوتو فينشل أنواعاً مختلفة من التبريرات؛ سواء كان ذلك مبرراً للأفعال الغريزية غير المنطقية على أساس أنها معقولة أو يتم التحقق من صحتها بشكل طبيعي، وتبرير الآليات الدفاعية التي لايزال هدفها غير معروف على أساس أن لديهم معنى مختلف تماماً ولكن منطقي إلى حدّ ما.
ينقسم المحللون النفسيون في وقت لاحق بين دعمهم للنظرة الإيجابية للتبرير كنقطة انطلاق على طريق النضج، وبين دعمهم لنظرة أكثر تدميراً تظهره على أنّه فصل الشعور عن الفكر، وبالتالي تفويض قوى العقل.

## التنافر المعرفي
سلّط ليون فيستنجر الضوء في عام 1957 على الإزعاج الذي سبب للناس الوعي المتعارض (التنافر المعرفي) . يمكن أن يقلل التبرير من هذا الانزعاج عن طريق شرح التناقض المعني، كما هو الحال عندما يقرر الأشخاص الذين يتناولون التدخين بعد الإقلاع عن التدخين سابقاً، ويسلطون الضوء على أن الأدلة التي تقول بأن التدخين ضار أقل مما كانوا يعتقدون.